# Channel Four Television Corporation
 (octobre 2019).
Si vous disposez d'ouvrages ou d'articles de référence ou si vous connaissez des sites web de qualité traitant du thème abordé ici, merci de compléter l'article en donnant les références utiles à sa vérifiabilité et en les liant à la section « Notes et références ».
Channel Four Television Corporation est le groupe audiovisuel public au Royaume-Uni créé officiellement en 1993 et qui est notamment chargé de la chaîne de télévision publique, Channel 4 ainsi que ses chaînes sœurs. 
Son siège social est basé à Londres.

## Histoire
La chaîne Channel 4 a été créée le 2 novembre 1982 grâce à une licence de diffusion accordée par une loi votée au parlement. Elle était, à l'origine, une filiale de l'IBA. 
Le Broadcasting Act 1990 met en place la suppression de l'IBA et son remplacement en 1991 par l'ITC et fera créer, par la même occasion, la société Channel Four Television Corporation qui entrera officiellement en fonction en 1993.
C'est de nos jours l'un des plus grands groupes audiovisuels du monde qui a à son actif six chaînes, toutes publiques, diffusées gratuitement et qui assurent une part d'audiences assez élevée.